# نیک اندرتون
نیک اندرتون (انگلیسی: Nick Anderton؛ زادهٔ ۲۲ آوریل ۱۹۹۶) بازیکن فوتبال اهل بریتانیا است.
از باشگاه‌هایی که در آن بازی کرده‌است می‌توان به باشگاه فوتبال بارو و باشگاه فوتبال بلکپول اشاره کرد.